# Delia simpla
Delia simpla este o specie de muște din genul Delia, familia Anthomyiidae. A fost descrisă pentru prima dată de Daniel William Coquillett în anul 1900.
Este endemică în Alaska. Conform Catalogue of Life specia Delia simpla nu are subspecii cunoscute.